# Epiglotite
A epiglotite é uma infecção bacteriana de evolução rápida dos tecidos supraglótidos que provoca a obstrução, por vezes fatal, das vias respiratórias. É uma emergência médica. Em 95% dos casos, o germe responsável é o Haemophilus influenzae.

## Sinais e sintomas
O começo geralmente brusco de dificuldades respiratórias numa criança com 3-6 anos de idade, com progressão rápida (em horas), associado a disfagia, febre, estado tóxico, estridor respiratório, que progride para obstrução das vias aéreas, cianose, prostração e choque, compõem o quadro clínico desta infecção. 
Baba em excesso, cianose (pele de coloração azulada), dor de garganta, febre, calafrios, tremores, entre outros sintomas. Geralmente transmitida por via respiratória, pode rapidamente causar complicações respiratórias, apesar de atingir a glote e a epiglote, aparelhos do sistema digestório responsáveis pelo isolamento do bolo alimentar das vias respiratórias.

## Tratamento
O diagnóstico deverá ser rápido, mas o primeiro passo para o tratamento deverá ser a manutenção da permeabilidade das vias respiratórias: de eleição é a entubação endotraqueal e, se não for possível uma traqueotomia. Ao mesmo tempo deve administrar-se antibióticos. Este tipo de patologia exige uma permanente unidade de cuidados intensivos (UCI).